# هيرناندو دي أراغون
هيرناندو دي أراغون (بالإسبانية: Hernando de Aragón)‏ هو مؤرخ إسباني، ولد في 25 يوليو 1498 في سرقسطة في إسبانيا، وتوفي في 29 يناير 1575.